# Голубев, Кирилл Витальевич (хоккеист)
Кирилл Витальевич Голубев (род. 1 февраля 1974, Ижевск) — советский, российский хоккеист, нападающий. Мастер спорта России. Хоккейный функционер.

## Биография
Воспитанник ижевского хоккея, тренер Евгений Никифоров. Выступал за команды «Ижсталь» Ижевск (1991/92 — 1992/93), «Ак Барс» Казань (1993/94 — 1998/99, 2001/02), «Нефтехимик» (1998/99 — 1999/2000), ЦСК ВВС (1999/2000), «Липецк» (2000/01), «Крылья Советов» и «Крылья Советов-2» (2001/02), «Нефтяник» Альметьевск (2002/03 — 2004/05).
Бронзовый призёр юниорского чемпионата Европы 1992. Чемпион России 1997/98. Чемпион мира среди ветеранов в составе «Ак Барса».
Менеджер студенческой сборной России (2009, 2011 — чемпионы Универсиад). Член правления МХЛ и менеджер «Ак Барса» (2009—2013). Исполнительный директор федерации хоккея Татарстана (с 2015).